# Colonização portuguesa do Paraná
A colonização portuguesa do Paraná é um domínio de estudos sobre os acontecimentos que incluem a fundação de Paranaguá, Antonina e Morretes, primeiras cidades fundadas no estado brasileiro localizado no norte da Região Sul do Brasil.
Em 1534, o rei de Portugal Dom João III dividiu o Brasil em capitanias hereditárias. O litoral do sul ficou dividido em quatro capitanias, doadas a dois donatários: O de Martim Afonso de Sousa era o mais setentrional e iniciava-se na altura de Macaé (hoje estado do Rio de Janeiro), indo até cerca de um terço da ilha de São Sebastião. Abrangia o cabo de São Tomé, baía da Guanabara, Angra dos Reis, e inclusive o território onde foi mais tarde fundada a vila de São Paulo de Piratininga.
A segunda parte iniciava-se na barra da baía de Paranaguá, incluindo Itanhaém, Iguape e Cananeia. Ambos esses quinhões foram denominados Capitania de São Vicente.
As duas partes que couberam a Pero Lopes de Sousa abrangiam dois terços da ilha de São Sebastião até a barra de São Vicente (primeira parte), e da barra de Paranaguá até encontrar a linha imaginária e delimitadora de Tordesilhas, na altura de Laguna em Santa Catarina, linha esta, aliás, sem delimitação fixa (segunda parte). Este quinhão sul, de Pero Lopes de Sousa, era a parte mais meridional de toda a colônia portuguesa. Sua delimitação era bastante vaga, mesmo para os portugueses. Nos primeiros tempos, esse quinhão também foi chamado de Santana, mas com o correr do tempo, ambas as partes de Pero Lopes de Sousa passaram a ser conhecidas por Capitania de Santo Amaro. Na parte mais setentrional do quinhão de Pero Lopes, estavam situadas as vilas de Santos e São Vicente e na parte meridional (Santana), a vila de Paranaguá.
O território onde hoje está situada a capital do Paraná (Curitiba), estava pois localizado a oeste da linha de Tordesilhas e pertencia teoricamente à coroa espanhola. Nenhum dos dois irmãos interessou-se seriamente pelo progresso e desenvolvimento dessas duas capitanias. Ambos trataram as suas donatarias, no sul do Brasil, com desinteresses. Martim Afonso, no seu relatório de serviços prestados à coroa portuguesa nem mencionou a Capitania de São Vicente. Por seu lado, Pero Lopes colocava as capitanias de Santo Amaro, no todo ou em parte, a disposição do conde de Castanheira. Desta maneira, tanto Pero Lopes como Martim Afonso nunca mais retornaram a suas capitanias, desde a expedição de 1530.

## Origem e fundação de Paranaguá
Era o litoral paranaense, nestes tempos primordiais percorrendo por indivíduos isoladamente, e por bandeiras preadoras de índios carijós. Após uma dessas bandeiras na região de Paranaguá, Diogo de Unhate, principalmente na mesma, requereu e obteve em 1614 uma sesmaria, cada uma das terras que o governo lusitano doava a quem requeresse, contato que fosse pessoa casada e de certos bens. Foi este primeiro proprietário de terras, do lado português, em território paranaense, Ficava sua sesmaria entre os rios Ararapira e Superagui. Os homens que o antecederam na região eram mineradores e estavam a procura de minas de ouro e de prata, não se fixando, em consequência.
A penetração portuguesa na baía de Paranaguá foi retardada devido à guerra que surgiu entre os portugueses de São Vicente e Rui Mosquera, espanhol aliado dos tupiniquins. Este espanhol, companheiro de Caboto, tomou Iguape com vários de seus patrícios. Atacou a saqueou a vila de São Vicente, auxiliado pelo bacharel de Cananeia. Esse homem era um degredado português na região de Cananeia. Seu verdadeiro nome era Francisco de Chaves. Era simpático aos espanhois e suspeito aos portugueses, cujo rei degredara ao Brasil.
Com a expulsão de Mosquera para Santa Catarina, tiveram os portugueses melhores condições para percorrer, organizados em bandeiras, a região de Paranaguá. Os jesuítas, por outro lado, também a percorriam, tentando evangelizar os carijós.
Esta região já frequentada desde 1554 por elementos vindos de São Vicente, Santos e de outros lugares. Estes elementos também matinham um certo comércio com os índios. Trocavam ferramentas, anzois, fazendas, etc., por algodão, que era plantado e colhido por estes. O cronista Antonio Vieira dos Santos calcula que a região do litoral contava com seis a oito mil índios carijós. Não foram entretanto, estes predadores ou comerciantes que iniciaram o povoamento do litoral.
As atividades, até então ali exercidas, eram praticamente nômades, e foi somente com a notícia do descobrimento de ouro nos ribeiros da baía de Paranaguá, que para aí se dirigiu grande número de habitantes vindos de Cananeia, São Vicente, Santos, São Paulo e até o Rio de Janeiro, atraídos pelo alvoroço levantado com o descobrimento de ouro na baía de Paranaguá.
Em 1617, a região foi percorrida pela bandeira de Antônio Pedroso. Um de seus componentes era o jovem Gabriel de Lara, considerado pelos historiadores como o descobridor e colonizador do Paraná (uma espécie de Pedro Álvares Cabral do atual estado brasileiro conhecido como a "Terra das Araucárias"), filho de espanhol, interesado em faiscar ouro. Lara uniu-se aos Peneda e conjuntamente fundaram uma povoação na ilha da Cotinga. Os fundadores, temerosos do grande número de índios carijós e desconfiados por parte de hostilidades bélicas por parte dos aborígenes, estabeleceram-se na ilha da Cotinga, onde estavam mais seguros e protegidos.
O local da povoação era impróprio. Gabriel de Lara conseguiu a transferêcia do vilarejo para a margem esquerda do Taquaré, hoje conhecido por Itiberê. A 6 de janeiro de 1646, foi levantado  pelourinho e, a 29 de julho de 1648, fizeram eleições para a Câmara Municipal e criaram-se as justiças. Gabriel de Lara foi nomeado, pelo Governador do Rio de Janeiro, capitão fundador e povoador.

## Luta pela posse da terra
A linha de descendentes de Pero Lopes de Sousa se havia extinguido. Em 1615, o Conde de Monsanto, alegando ser neto de Martim Afonso de Sousa, através de setença judicial, obteve para si 80 léguas da costa sul brasileira que foram doadas por Dom João III a Pero Lopes. A maior prejudicada com tal decisão foi uma outra descendente de Martim Afonso de Sousa, Dona Mariana de Sousa Guerra, Condessa de Vimieiro. Porém em 1622, através de hábil atuação política, a Câmara Municipal de São Vicente, através do seu loco-tenente, João de Moura Fogaça. Entretanto, através de maquinações políticas, o Conde de Monsanto conseguiu que, em 1624, a Câmara Municipal de São Vicente voltasse atrás e o reconhecesse como proprietário da Capitania.
A condessa de Vimieiro, repelida das vilas de São Vicente e São Paulo, resolveu criar a capitania de Nossa Senhora da Conceição de Itanhaém, com sede na vila do mesmo nome e com jurisdição para as 100 léguas das costas do sul. Mais tarde, Dom Luís Carneiro, Conde da Ilha do Príncipe, ao casar com uma Vimieiro, recebeu como dote a Capitania de Itanhaém. O Conde da Ilha do Príncipe, desde o início, fez valer os seus direitos. Nomeou para seu loco-tenente a Diogo Vaz Escobar. Este, em 16 de dezembro de 1653, tomou posse da vila de Paranaguá e seus distritos, depois de atrair para seu lado o fundador Gabriel de Lara, nomeando-o capitão-mor.
A Diogo Vaz Escobar, Paranaguá muito deve. Este deu-lhe os provimentos (21 de janeiro de 1654), demarcou diversas divisas com Cananeia, delimitou o Rocio, proveu Paranaguá de paróco e projetou a construção da cadeia. O Conde de Monsanto, agraciado pelo rei com o título de Marquês de Cascais, temeroso desta expansão de Itanhaém, opôs embargos e, em acordos feitos com Gabriel de Lara, criou 1656 a Capitania de Nossa Senhora do Rosário de Paranaguá. Para governador da mesma e seu loco-tenente, nomeou Gabriel de Lara.
O Conde da Ilha do Príncipe reagiu nomeando para tratar do problema: Luis de Almeida. Este delegou a Simão Dias de Moura (capitão-mor e ouvidor de Itanhaém) a tarefa de tomar posse das vilas de Iguape, Cananeia e Paranaguá. A Câmara de Paranaguá prestou obediência a Simão Dias, porém Gabriel de Lara e seus seguidores não o fizeram (Lara já era governador da Capitania de Paranaguá, criada por Cascais).
Em 1656, por ocasião da posse da nova Câmara, Simão Dias de Moura retornou a Paranaguá e renovou a posse em nome do Conde da Ilha do Príncipe. Segundo a a tradição, foi nesta oportunidade que ordenou a ocupação da baía de Guaratuba e criou a frequesia de Nossa Senhora da Luz e Bom Jesus dos Perdões dos Pinhais (Curitiba).
Com tais sucessos de Simão Dias, em nome do Conde da Ilha do Príncipe, parecia que o prestígio de Gabriel de Lara estava condenado ao ostracismo. Neste ínterim, entretanto, um novo acontecimento fez provocar uma reviravolta política na questão. Em 1659, chegava a Paranaguá o provedor Pedro Sousa Pereira, com a finalidade de aumentar o número de índios carijós para a guerra contra os neerlandeses na Bahia. Para que tal ocorresse, teriam que ser os mesmos retirados das chamadas Companhias de Minas (grupos de carijós que trabalhavam nas minas de ouro). Tal acontecimento representava grande prejuízo para a população de Paranaguá. Os índios eram vitais para sua economia. O povo se opôs a tal recutramento e estava prestes a organizar um levante.
Gabriel de Lara, na qualidade de representante do Marquês de Cascais (donatário não reconhecido pela Capitania de Paranaguá), emcampou as reivindicações do povo. Compareceu, a frente de numeroso grupo, à casa do provedor e expôs-lhe em nome do mesmo, os inconvenientes do recrutamento dos carijós:
- paralisaria os trabalhos nas minas, justamente no momento de verificar se a lavra que estava aberta ou não betas de ouro;[5]
- enfraqueceria a defesa da baía, já muito debiltada com a saída dos carijós e brancos;[5]
- desguarneceria a barra, fazendo com que os neerlandeses, ou quaisquer outros corsários, tentassem atacar, como aliás já haviam feito.[5]

O provedor acatou os argumentos de Lara, dizendo que consultaria o governo do Rio de Janeiro a respeito. Em consequência, a liderança de Lara tornou-se inquestionável. Em 1680, a Câmara Municipal, grata por sua atitude, dirigiu-se a Gabriel de Lara e o reconheceu como loco-tenente do Marquês de Cascais, capitão-mor, ouvidor e alcaide-mor da Capitania de Nossa Senhora do Rosário do Paranaguá.
No mesmo ano, o governador do Rio de Janeiro, Salvador Correia de Sá e Benevides, chegava a Paranaguá e confirmava Gabriel de Lara governador da Capitania de Paranaguá, até a solução jurídica do conflito entre os herdeiros de Martim Afonso de Sousa.
A ascendência de Gabriel de Lara como representante do Marquês de Cascais foi importante para a vitória judicial do mesmo, contra as pretensões do Conde da Ilha do Príncipe. A Capitania de Paranaguá existiu até 1709; Foi comprada pela coroa portuguesa em 1711, e passou a fazer parte da Capitania de São Paulo, então criada. A partir deste ano, Paranaguá entrou em processo de decadência, até que em 1720, recebeu a correição do Ouvidor Pardinho. Este, entre outras providências, determinou:
- reabertura da Casa de Fundição de Ouro;[6]
- proposta para a Criação da Ouvidoria de Paranaguá;[6]
- permissão para o comércio da congonha (erva-mate) com a colônia do Sacramento, aliás muito aproveitada pelos parnanguaras.[6]

A Ouvidoria de Paranaguá foi criada em 1723 e tinha jurisdição até o Rio da Prata. Era o centro do comércio da comarca e detinha o comando das Companhias das Ordenanças da vila de Nossa Senhora da Luz dos Pinhais de Curitiba.

## Antonina
Tal qual Paranaguá, os primeiros desbravadores da região de Antonina, situada nos fundos da baía de Paranaguá, foram faiscadores de ouro. Em meados do século XVII, foram concedidas três sesmarias em Antonina. Os beneficiados foram Antônio de Leão e Manuel Duarte. Entretanto, a fundação da povoação veio a ocorrer a 12 de setembro de 1714, quando o bispo do Rio de Janeiro autorizou a construção de uma capela na fazenda da Graciosa, de propriedade do sargento-mor Manuel do Valle Porto.
Os moradores da região queixavam-se dos graves incômodos e riscos que enfrentavam, precisando deslocar até Paranaguá, a fim de atenderem às suas necessidades religiosas. Este é o motivo porque requereram ao bispo a permissão de levantarem uma capela, debaixo da invocação de Nossa Senhora do Pilar da Graciosa.
Em 8 de novembro de 1797, o nascente núcleo foi elevado à categoria de Vila, recebendo a denominação de Antonina, em memória do príncipe Dom Antônio (1795-1801), filho primogênito do então príncipe Dom João e Dona Carlota Joaquina.
Desde tempos remotos, tornou-se tradição a realização da festa religiosa na igreja local, sob a invocação de Nossa Senhora do Pilar. Estas comemorações atraem grande multidão de peregrinos e realizem a 15 de agosto até os dias de hoje.

## Morretes
Surgiu este núcleo populacional às margens do Rio Nhundiaquara, antigamente denominado de Cubatão, o qual deságua na baía de Paranaguá. Nos fins do século XVII e início do século XVIII, a região era percorrida por aventureiros e faiscadores de ouro.
O ouvidor Rafael Pires Pardinho terminando sua correição em Curitiba, desceu para a marinha pelo Rio Cubatão e, observador como era, percebeu que no futuro deveriam existir povoações no referido rio, a fim de que o mesmo se transformasse numa via comercial, tal qual ocorria em outras regiões, em casos semelhantes.
O Rio Cubatão era percorrido obrigatoriamente pelos viajantes que de Curitiba desciam para o litoral, pelo caminho do Itupava. O ouvidor Pardinho, quando fazia em 1721 correição na vila de Paranaguá, ordenou em provimento a esta Câmara que demarcasse nas margens do Cubatão 300 braças em quadra, para que servisse de sede a uma futura povoação.
Pelo provimento nº 106, percebe-se que sua preocupação não se limitava somente a Morretes, estendia-se a Guaratuba, Porto de Cima, Porto do Padre Veiga, Varadouro Velho e Rio Sebui, que vai sair na Ararapira. Pouco mais tarde, o ouvidor Lanhas Peixoto revogou este provimento de Pardinho. A Câmara de Paranaguá apelou para a corte em Lisboa, tendo esta novamente confirmado a decisão de Pardinho. Assim, em 31 de outubro de 1733, a Câmara de Paranaguá procedeu à medição das 300 braças em quadra no local onde residia João de Almeida, destinando o terreno medido à futura povoação. O local escolhido era ponto terminal da navegação para o trânsito que se dirigia a Curitiba.
A nova comunidade prosperava lentamente. Em 5 de junho de 1769, obteve provisão para erguer uma capela sob a invocação de Nossa Senhora do Porto e Menino Deus dos Três Morretes. A capela foi benta no mesmo ano, pelo vigário de Paranaguá. A partir da ereção da capela, o porto de Morretes começou a ter maior desenvolvimento.
Os tropeiros que desciam de Curitiba para o litoral começaram a fazer suas compras no Porto dos Três Morretes, tornando-se necessário deslocarem-se até Paranaguá. A Câmara Municipal desta última, desejando impedir os prejuízos que seu comércio vinha sofrendo, proibiu em 1780 a existência de casas de negócios secos, em Morretes. Os comerciantes morretenses apelaram da decisão para o governo de São Paulo e até a Junta da Real Fazenda, tendo obtido ganho de causa.
Pela lei provincial de São Paulo, nº 16, de 1º de março de 1841, Morretes foi elevado a município, desmembrando-se de Antonina. Em 1869, passou a denominar-se Nhundiaquara, mas já no ano seguinte voltou a denominação anterior.